# Association sportive féminine de Médenine
 (août 2024).
Si vous disposez d'ouvrages ou d'articles de référence ou si vous connaissez des sites web de qualité traitant du thème abordé ici, merci de compléter l'article en donnant les références utiles à sa vérifiabilité et en les liant à la section « Notes et références ».
Maillots
L'Association sportive féminine de Médenine (arabe : الجمعية الرياضية النسائية بمدنين), plus couramment abrégé en AS féminine de Médenine, est un club tunisien de football féminin fondé en 2005 et basé dans la ville de Médenine.

## Palmarès
- Coupe de Tunisie :
  - Finaliste : 2011-2012 (défaite 5-0 contre Tunis Air Club)[1]
- Supercoupe de Tunisie :
  - Finaliste : 2012 (défaite 5-0 contre l'Association sportive féminine du Sahel)[1]

## Autres sections
- Handball